# Bob Alcivar
Bob Alcivar (* 8. Juli 1938 in Chicago) ist ein US-amerikanischer Jazzpianist, Musikproduzent, Komponist und Arrangeur.
Alcivar studierte am Cornish College in Seattle Klavier und Komposition. Dort gründete er mit dem DJ Norm Bobrow die Jazz-Vokalgruppe The Signatures. Sie waren Ende der 1950er-Jahre ziemlich erfolgreich. Stan Kenton nahm sie mit auf Tour; sie erhielten gute Kritiken in Down Beat und sie traten beim ersten Playboy Jazz Festival 1959 auf. 1957 erschien ihr erstes Album The Signatures, Their Voices and Instruments bei Whippett Records (von Gene Norman) und es folgten zwei Alben bei Warner Brothers The Signatures: Sign In (1958) und The Signatures: Prepare to Flip (1959). Aufgrund seiner Arrangements für die Signatures wurde Alcivar noch Jahrzehnte später von The Manhattan Transfer eingeladen, für sie zu arrangieren. Anfang der 1960er-Jahre lösten sie sich in Las Vegas auf und Alcivar blieb dort als Orchester-Arrangeur. Schließlich verlegte er seinen Wirkungsschwerpunkt Ende der 1960er-Jahre nach Los Angeles.
Er komponierte für verschiedene TV-Serien (wie Quincy) und war musikalischer Leiter bei verschiedenen Filmmusiken (wie bei Einer mit Herz). Er arrangierte auch für Bette Midler, Tom Waits, die Beach Boys, Sérgio Mendes, Julie London, The 5th Dimension und andere. Er arrangierte mehrere Jazz-orientierte Alben mit Filmmusik-Themen, zuerst One from the Heart: Sax at the Movies mit verschiedenen Studiomusikern wie Ernie Watts und Gary Foster.
Im Jahr 1988 veröffentlichte er sein Buch The Vocal Arranger.
Er ist der Vater des Rock-Keyboard-Spielers Jim Alcivar.